# Diritti LGBT in Marocco

Le persone lesbiche, gay, bisessuali e transessuali (LGBT) in Marocco devono affrontare sfide legali non sperimentate dagli altri residenti non-LGBT. L'attività sessuale tra persone dello stesso sesso sia maschile sia femminile è del tutto illegale nel paese. 
Lo status e la cultura del Marocco nei confronti delle tematiche LGBT sono in netto contrasto con quelle della vicina Spagna.

## Legislazione
L'articolo 489 del codice penale marocchino criminalizza gli "atti osceni contro natura con un individuo dello stesso sesso". L'attività sessuale con persone dello stesso sesso è illegale e i colpevoli possono essere puniti con una pena che va da 6 mesi a 3 anni di reclusione e a una multa da 120 a 1200 dirham. 
Tuttavia, la stessa legge viene sporadicamente applicata dalle autorità, con un grado di tolleranza esteso all'omosessualità nelle località di vacanza come Marrakesh. Spesso queste relazioni sono una forma di prostituzione maschile, che coinvolge i turisti. 
Lo status giuridico delle persone LGBT che vivono in Marocco deriva in gran parte dalla morale islamica tradizionale, che vede l'omosessualità e il crossdressing come segni di immoralità.

## Politica governativa
Nessuno tra i maggiori o minori partiti politici hanno mai fatto dichiarazioni pubbliche a favore dei diritti LGBT e non è stata emanata alcuna legislazione favorevole a essi. Gli atteggiamenti del governo nei confronti dell'omosessualità tendono a essere quelli espressi nell'interesse della tutela della tradizione del paese, in linea con i ruoli di genere tradizionali della cultura e dei costumi religiosi. 
Sono vietati libri che trattano sull'argomento ed è richiesta alle scuole - per poter insegnare - un curriculum che sottolinea il pericolo e la depravazione degli atti contro natura. Inoltre, il 21 marzo del 2008, una dichiarazione rilasciata dal Ministero dell'interno ha rivelato la piena portata dell'agenda del governo: atti a "preservare l'etica dei cittadini e difendere la nostra società contro tutte le azioni irresponsabili che marcano la nostra identità e cultura".
In termini di politica estera, il governo si oppose alla partecipazione di un "International Gay and Lesbian Rights Representative" in occasione della Conferenza delle Nazioni Unite del 2001, concernente l'AIDS-HIV. Essi sono stati inoltre contrari a una risoluzione dell'ONU che avrebbe formalmente condannato le leggi discriminatorie anti-gay.

## Riconoscimento delle relazioni omosessuali
Non vi è alcun riconoscimento giuridico delle coppie dello stesso sesso.

## Protezioni dalla discriminazione
Le discriminazioni o molestie sulla base dell'orientamento sessuale o dell'identità di genere non vengono purtroppo affrontate in alcuna legge sui diritti civili. 
La maggior parte dei cittadini marocchini sono portati a credere che l'omosessualità e l'identità di genere siano segni di decadenza occidentale e d'immoralità. 
Il governo non ritiene nel migliore interesse del popolo d'affrontare formalmente la questione dei diritti LGBT in Marocco.

## Tabella riassuntiva
| Attività e relazioni sessuali legali                         | (la pena può arrivare fino a 3 anni di carcere) |
| Parità dell'età di consenso                                  | No                                              |
| Leggi anti-discriminazione sul lavoro                        | No                                              |
| Leggi anti-discriminazione nella fornitura di beni e servizi | No                                              |
| Leggi anti-discriminazione in tutti gli altri settori        | No                                              |
| Matrimonio egualitario                                       | No                                              |
| Unione civile                                                | No                                              |
| Adozione                                                     | No                                              |
| Autorizzazione a prestare servizio nelle forze armate        | No                                              |
| Diritto di cambiare legalmente sesso                         | No                                              |
| Surrogazione di maternità                                    | No                                              |
| Permessa la donazione di sangue per le persone omosessuali   | No                                              |